# Paseka (district d'Olomouc)
Pour les articles homonymes, voir Paseka.
Paseka (en allemand : Passek) est une commune du district et de la région d'Olomouc, en République tchèque. Sa population s'élevait à 1 290 habitants en 2023.

## Géographie
Paseka se trouve à 7,8 km au nord-est d'Uničov, à 16 km au nord d'Olomouc, à 80 km à l'ouest de Brno et à 203 km à l'est-sud-est de Prague.
La commune est limitée par Jiříkov au nord, par Huzová, Mutkov et Šternberk à l'est, par Řídeč, Komárov et Mladějovice au sud, et par Újezd et Dlouhá Loučka à l'ouest.

## Histoire
La première mention écrite de la localité date de 1326.

## Administration
La commune se compose de trois sections :
- Karlov
- Pasecký Žleb
- Paseka

## Galerie

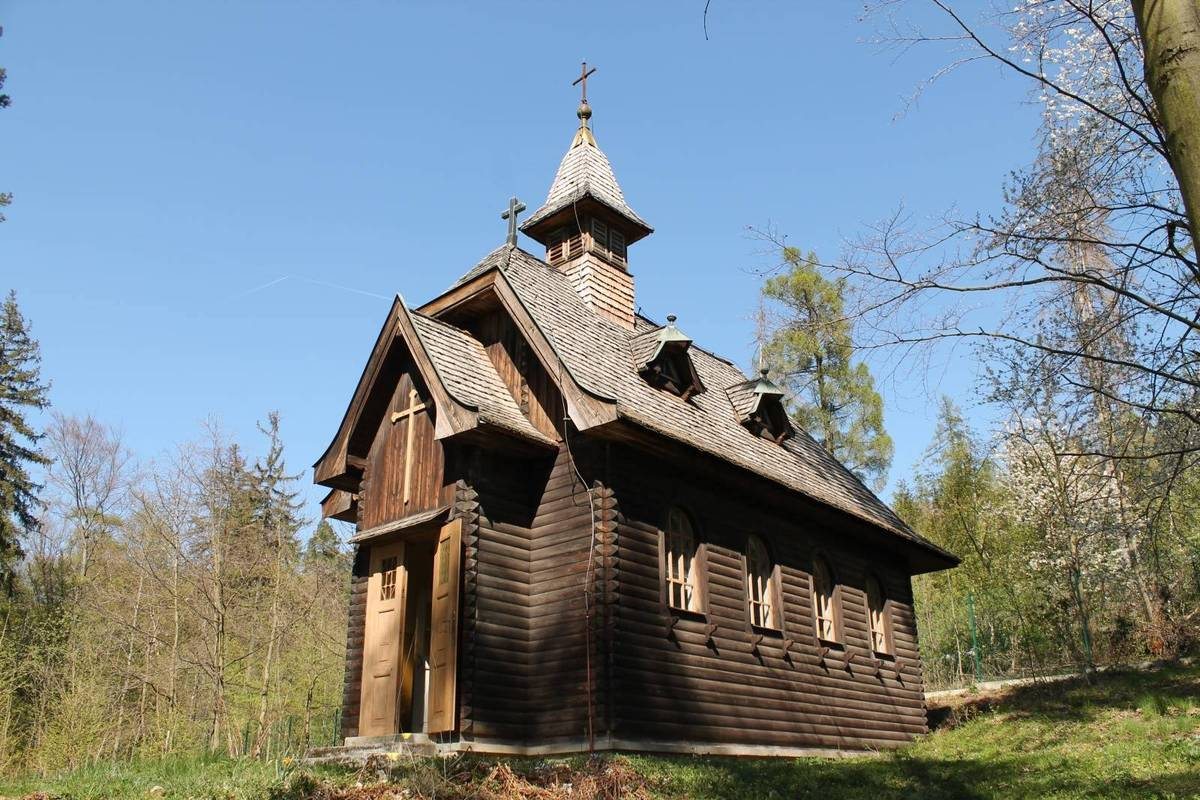
Chapelle de l'Exaltation de la Sainte-Croix.
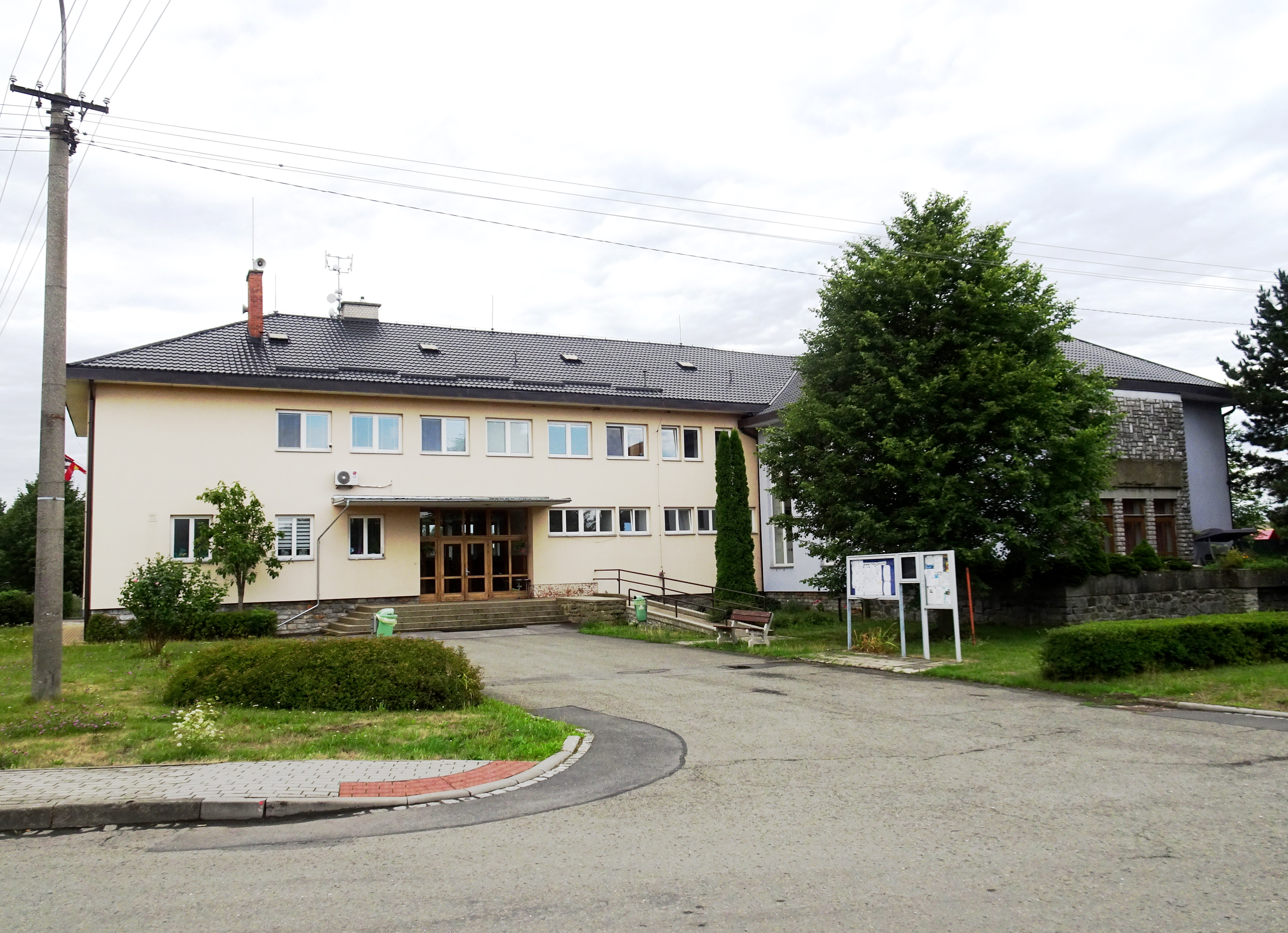
Paseka : la mairie.

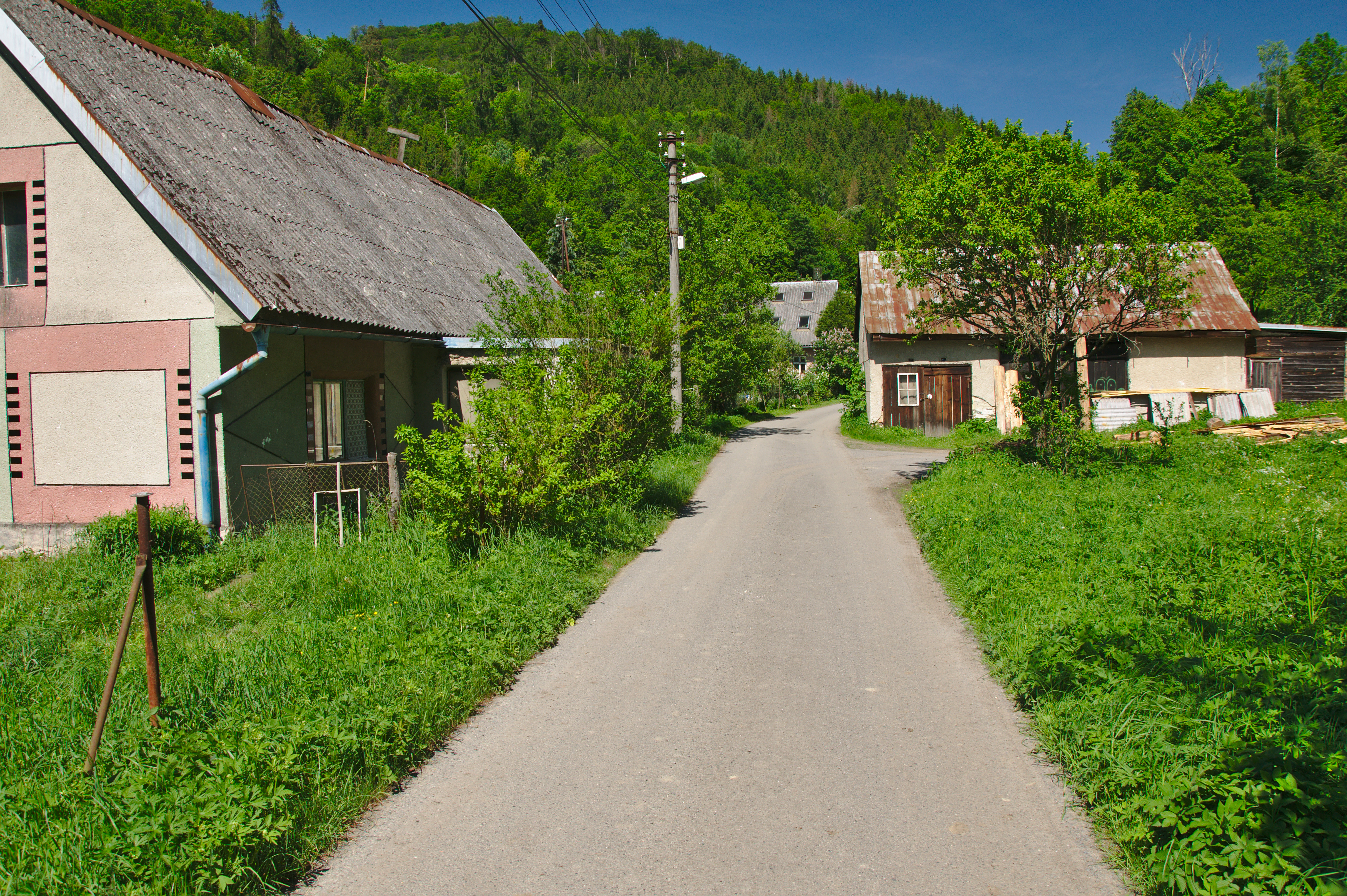
Hameau de Pasecký Žleb.
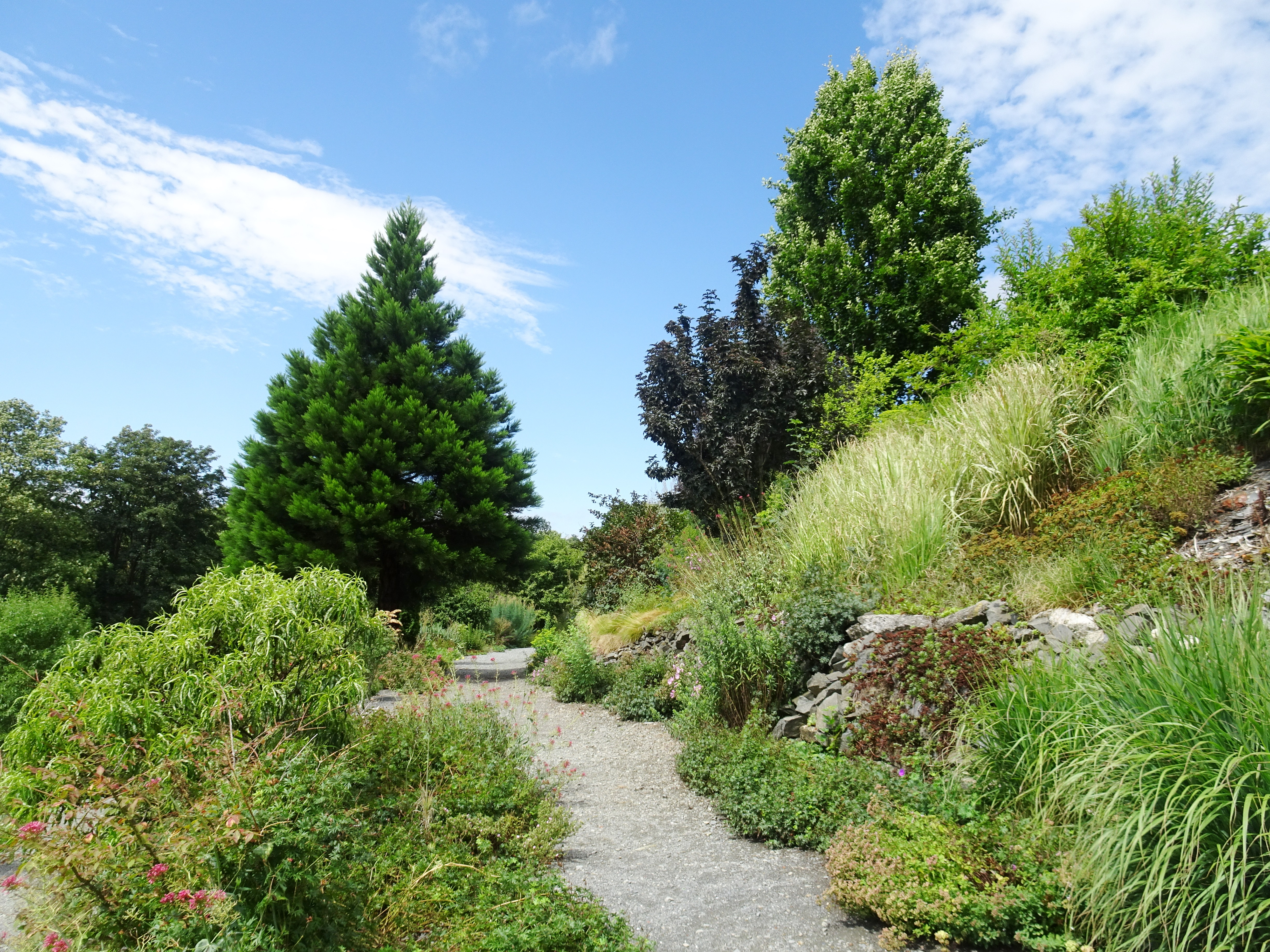
Arboretum Makču Pikču.

## Transports
Par la route, Paseka se trouve à 8 km d'Uničov, à 27 km d'Olomouc et à 236 km de Prague.